# Mepantadrea simia
Mepantadrea simia är en fjärilsart som beskrevs av Max Saalmüller 1891. Mepantadrea simia ingår i släktet Mepantadrea och familjen nattflyn. Inga underarter finns listade i Catalogue of Life.